# Tobiáš Jan Becker
Tobiáš Jan Becker (15. července 1649, Králíky – 11. září 1710, Hradec Králové) byl katolický kněz a pátý královéhradecký biskup.

## Život
Narodil se v rodině kralického starosty Johanna Beckera. Studoval bohosloví v Kladsku a v Praze. Během studií působil jako vychovatel na zámku ve Slatiňanech. Na kněze byl vysvěcen v roce 1673. Působil jako kaplan a zpovědník v klášteře voršilek. V roce 1679 byl jmenován děkanem v Hostinném. V roce 1681 byl zvolen kanovníkem metropolitní kapituly u svatého Víta v Praze. Zde nechal postavit v roce 1692 mramorové zábradlí kolem hrobu Jana Nepomuckého.
V roce 1695 založil v blízkosti Králík kapli Panny Marie na Lysém vrchu (dnes Hora Matky Boží). V letech 1701–1704 zde pak vybudoval poutní areál.
Dne 24. listopadu 1701 jej císař Leopold I. jmenoval pátým královéhradeckým biskupem. Tato volba byla potvrzena papežem Klementem XI. dne 3. dubna 1702. Biskupské svěcení mu udělil litoměřický biskup Jaroslav ze Šternberka dne 14. května 1702 a 27. května byl uveden do úřadu při mši v katedrále Svatého Ducha.
Během svého episkopátu se mu podařilo vyřešit finanční situaci biskupství. Pustil se rovněž do stavební činnosti: v Hradci Králové vybudoval biskupskou rezidenci na Velkém náměstí, biskupský kněžský seminář a kanovnické domy v sousedství katedrály.
V roce 1709 započal s rozšířením biskupské rezidence (zámku) v Chrasti u Chrudimi o východní křídlo a kapli. Dne 12. dubna 1710 položil základní kámen nového kostela Nejsvětější Trojice tamtéž.

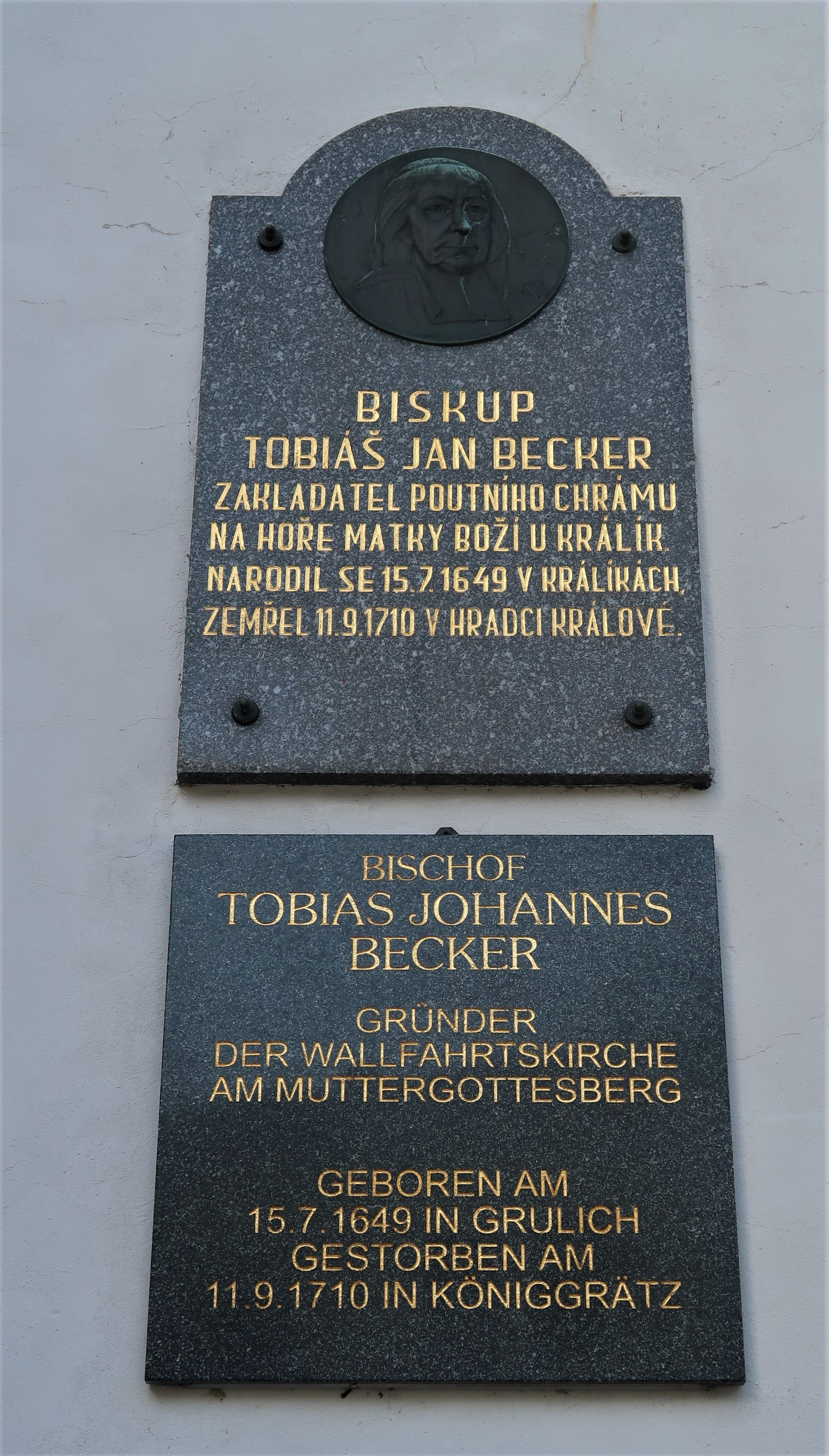
Pamětní deska Tobiáše Jana Beckera na zdi kostela sv. Michaela v Králíkách